# Simon Ooms
Simon Ooms, né le 18 avril 1994 à Hasselt en Belgique, est un handballeur belge. Il joue au poste de pivot au TMS Ringsted depuis 2024. 

## Biographie

### En club
Natif d'Hasselt, Simon Ooms commença sa carrière au sein du club de sa ville natale l'Initia HC Hasselt, club phare du championnat belge. En 2017, il quitta son pays pour rejoindre le pays voisin au sein du club français du Cesson-Rennes Métropole Handball et découvre alors pour la première fois le niveau professionnel en Starligue (D1). Après une saison, il signa en faveur du club alsacien du Sélestat Alsace Handball club de Proligue, En 2019,  il retrouve l'élite en signant à l'US Ivry.

### En sélection
Simon Ooms est sélectionné pour participer au premier tournoi majeur de son pays : le Mondial 2023. 

## Palmarès

### En club
- Vainqueur du Championnat de Belgique (2) en 2013 et 2014
- Vainqueur de la Coupe de Belgique en 2014
- Vainqueur du la BeNe League en 2016